# Nematocarcinus acanthitelsonis
Nematocarcinus acanthitelsonis är en kräftdjursart som beskrevs av L. H. Pequegnat 1970. Nematocarcinus acanthitelsonis ingår i släktet Nematocarcinus och familjen Nematocarcinidae. Inga underarter finns listade i Catalogue of Life.